# Senda prohibida (telenovela)
Senda prohibida fue la primera telenovela producida en México.
Producida por Jesús Gómez Obregón en 1958 para Telesistema Mexicano (hoy Televisa) dando inicio el 9 de junio de 1958 en el horario de las 19:30  del Canal 4 con una duración de 30 minutos y una imagen en blanco y negro.
La telenovela contó con una historia original de Fernanda Villeli quien también adaptó la obra acerca de una humilde secretaria ambiciosa y enamoradiza que a toda costa logra convertirse en amante de su jefe haciendo que deje a su esposa por ella.
Fue protagonizada antagónicamente por Silvia Derbez junto a Francisco Jambrina, Dalia Iñiguez, Alicia Montoya y Héctor Gómez. Fue dirigida por el actor de cine Rafael Banquells.
En esta telenovela tuvo su debut en televisión María Antonieta de las Nieves quien sería conocida mayormente en Latinoamérica luego por su personaje de la Chilindrina en la comedia  El Chavo del Ocho dirigida por Roberto Gómez Bolaños

## Sinopsis
Nora es una muchacha pueblerina y sufrida que sale de su pueblo con un solo objetivo tenerlo todo en la vida, así llega a la Ciudad de México donde gracias a su belleza y buenos modales no le es difícil conseguir trabajo en unas oficinas donde se enamora de su jefe.
Su jefe está casado con una mujer respetable y de sociedad con quien tiene un hijo. La astuta pueblerina, a cambio de caricias y mimos, recibe regalitos y joyas de su superior lo que lo lleva a la ruina. Su esposa que siempre ha mantenido su posición social y lo ama lo saca del pantano. Nora se arrepiente mientras se mira al espejo con un vestido de novia por el daño que hizo.

## Elenco
- Silvia Derbez - Nora Valdez
- Francisco Jambrina - Lic. Federico García
- Dalia Íñiguez - Irene
- Héctor Gómez - Roberto
- Bárbara Gil
- Julio Alemán
- Augusto Benedico
- María Idalia - Clemen
- Luis Beristáin
- Alicia Montoya - María
- Jorge Lavat
- Miguel Suárez
- Beatriz Sheridan
- Rafael Banquells
- María Antonieta de las Nieves - Dalia

## Ficha técnica
- Un argumento de -  Fernanda Villeli[2]
- Bajo la dirección de -  Rafael Banquells
- Producida por -  Jesús Gómez Obregón/Pedro Cardoso Miramón
- Estudios de grabación -  Telesistema Mexicano

## Otras versiones
- En 1961 fue llevada al cine con el mismo título Senda prohibida, teniendo en el estelar a Lilia Prado como la ambiciosa Nora y al elenco de otros actores como: Enrique Rambal, Beatriz Aguirre, Prudencia Griffel, bajo la dirección de Alfredo B. Crevenna.
- Valentín Pimstein realiza en 1966, otra versión bajo el título de El dolor de amar, y teniendo como protagonista a Elvira Quintana.
- Ernesto Alonso lleva en 1979 a la pantalla Amor prohibido, readaptada por la misma Fernanda Villeli y esta vez, protagonizada por Claudia Islas.
- En 2023 fue adaptada a una serie de televisión web bajo el mismo título Senda prohibida, lanzada en la plataforma de streaming Vix y protagonizada por Ela Velden, Raúl Méndez y José Manuel Rincón.